# Jutroszów
Jutroszów (niem. Morgenröthe) – część wsi Jugów w Polsce, położona w województwie dolnośląskim, w powiecie kłodzkim, w gminie Nowa Ruda.

## Położenie
Jutroszów położony jest w Sudetach Środkowych, na południowy wschód od centrum Jugowa, u południowego podnóża Lirnika, na wysokości 500–530 m n.p.m.

## Podział administracyjny
W latach 1975–1998 Jutroszów administracyjnie należał do województwa wałbrzyskiego.

## Historia
Jutroszów powstał w drugiej połowie XIX w., w okresie intensywnego rozwoju Jugowa. Była to najprawdopodobniej osada górnicza, ponieważ w pobliżu znajdowały się kopalnie Ferdinand i Agnes. W 1910 miejscowość liczyła 56 mieszkańców, w 1933 ich liczba spadła do 33. W 1973 osadę włączono do Jugowa.